# Carnival of the beautiful dresses
Carnival of the beautiful dresses is een compositie van George Antheil.
De orkestmuziek van Antheil beleefde in de jaren rond 1944 een opleving in belangstelling. Zijn Symfonie nr. 4 zag het levenslicht en werd op de radio gespeeld door het NBC Symphony Orchestra onder leiding van Leopold Stokowski. Antheil legde zich daarom toe op dat soort werken. Een uitzondering is deze verzameling stukjes voor solopiano. De opdracht van dit werk kwam van Stanley Howard Marcus voor een modeshow van de firma Neiman Marcus te houden op 8 september 1947 in Dallas. De ontmoeting tussen modebaas en componist vond plaats in Dallas tijdens de premier van Antheils Vioolconcert. Antheil omschreef de stukjes als vrolijk en zonder pretentie. Ze moesten als achtergrond dienen van waar het werkelijk omging, mooie jurken. Ze moeten vooral niet gezien worden als werk voor het concertpodium, aldus de componist. Na een stukje dat pompeus aandoet volgt een aantal lichtvoetige pianostukjes. Dat de termijn van componeren nogal lang wordt genomen, komt omdat een Antheil nog een aantal titels op de plank had liggen voor zijn balletmuziek voor La vie Parissienne, een project dat niet van de grond kwam. 
De titels van dertien deeltjes geven de stijl aan, die titels werden soms aangevuld met wat duiding:
1. Opening choral (with a hop-skip)
2. A la valse (with a romantico)
3. Mexicali
4. Valse passion (with a dream middle section)
5. Habanera rhumba (for a very soigné dress or dresses)
6. Love affair valse
7. Autumn fancy (falling leaves, whirling?)
8. Gamin Valse (or Music for a beautiful tomboy)
9. Martinique (for the unsophisticate)
10. Grand climax (where they, the beautiful dresses, all get together – a longish number)
11. Valse of the female gamin who fell in love hopelessly for a time
12. Gay American valse (hale fellows, well met)
13. Finale rhumba (what is a rhumbetta, Why a little tiny rhumba not yet fully grown)

Antheil gaf al in de partituur hints aan voor een orkestratie naar een kamerorkest, maar zou dat zelf niet doen. 